# Бурана
Бурана (кирг. Бурана) — село в Чуйском районе Чуйской области Кыргызстана. Входит в состав Буранинского аильного округа. Код СОАТЕ — 41708 223 809 03 0.

## География
Село расположено в северной части области, в Чуйской долине, к северу от Киргизского хребта, на расстоянии приблизительно 4 километров (по прямой) к юго-юго-западу (SSW) от города Токмак, административного центра района. Абсолютная высота — 1020 метров над уровнем моря.

## Население
| год     | 2009 | 2014 | 2015 |
| ------- | ---- | ---- | ---- |
| человек | 428  | 720  | 744  |

## Достопримечательности
В окрестностях села расположено Буранинское городище.